# Fédération de Serbie de football
Pour les articles homonymes, voir FSS.
La Fédération de Serbie de football (Fudbalski savez Srbije ou FSS) est une association regroupant les clubs de football de Serbie et organisant les compétitions nationales et les matchs internationaux de l'Équipe de Serbie de football. Elle est présidée par Dragan Džajić.
Fondée en 1919, elle est affiliée à la FIFA et à l'UEFA depuis 2006 dans la continuité de feu la FSJ / FSSCG en tant que cessionnaire de cette dernière.

## La fédération héritière de l'ancienne fédération yougoslave
La Fédération de football de Serbie prend initialement forme en 1919 en tant que sous-fédération de la Fédération de Yougoslavie de football sous le nom de "sous-association de Belgrade", soit peu de temps après la création de la première Yougoslavie, baptisée Royaume des Serbes, Croates et Slovènes, en décembre 1918.
Ce n'est cependant que le 28 aout 1948, lors de son véritable établissement après la seconde guerre mondiale que la Fédération de Serbie de football prend son appellation actuelle, Fudbalski savez Srbije (FSS).
À la suite de la proclamation de l'indépendance du Monténégro, Serbes et Monténégrins se séparent. La FSSCG, fédération serbo-monténégrine de football (ex FSJ) est dissoute le 28 juin 2006 (). La sous-fédération FSS prend le relais en se portant cessionnaire de l'ancienne fédération mère. D'un commun accord avec les autorités des organisations concernées, elle hérite ainsi directement de l'affiliation de la FSSCG auprès de la FIFA et de l'UEFA, sans discontinuité. Faute d'un fauteuil pour deux, l'autre nouvelle fédération indépendante du Monténégro doit en revanche effectuer de son côté les démarches nécessaires pour obtenir son affiliation auprès de la FIFA et de l'UEFA. (). Le tirage au sort de la phase éliminatoire de l'Euro 2008 étant antérieur à la dissolution de la FSSCG, l'équipe du Monténégro ne peut y participer, contrairement à celle de Serbie qui hérite de la place de la Serbie-et-Monténégro.

## Infrastructures
La fédération serbe possède depuis mai 2011 un des centres de formation les plus modernes : Maison du Football.